# Річ Ледюк
Річ Ледюк (англ. Rich LeDuc, нар. 24 серпня 1951, Л'Іль-Перро, Квебек) — канадський хокеїст, що грав на позиції центрального нападника.

## Ігрова кар'єра
Професійну хокейну кар'єру розпочав 1967 року.
Протягом професійної клубної ігрової кар'єри, що тривала 15 років, захищав кольори команд «Бостон Брюїнс», «Клівленд Крусейдерс», «Цинциннаті Стінгерс», «Індіанаполіс Рейсерс» та «Квебек Нордікс».